# خوليو سيزار غارسيا
خوليو سيزار غارسيا (بالإسبانية: Julio César García)‏ مواليد 21 أبريل 1987 في ولاية كواهويلا، هو ملاكم مكسيكي يصنف ضمن فئة الوزن المتوسط.

## إحصائيات
خاض خلال مسيرته 45 نزالا، فاز في 41 ولم يتعادل وخسر في 4. فاز بالضربة القاضية في 35 نزالا.

## روابط خارجية
- خوليو سيزار غارسيا على موقع بوكس ريك (الإنجليزية) (registration required)